# Clossiana hypercala
Clossiana hypercala är en fjärilsart som beskrevs av Hans Fruhstorfer 1907. Clossiana hypercala ingår i släktet Clossiana och familjen praktfjärilar. Inga underarter finns listade i Catalogue of Life.